# توسيع نطاق الابتكارات
توسيع نطاق الابتكارات هو عملية تؤدي إلى الاستخدام الواسع ابتكار. تعتبر الخطوة الأخيرة بعد الاكتشاف إثبات المفهوم وتجريب الابتكار. في الأعمال التجارية غالبًا ما يتم استخدامه لزيادة الحجم التشغيلي للمنتج. تأخذ هذه التقنية، أو التوسع الذي يركز على المشروع، المنتجات والخدمات كنقطة انطلاق وتريد رؤيتها لتوسيع نطاقها. [ توضيح مطلوب ] فيالقطاع العام، وعلى سبيل المثال في مساعدات التنمية، يكون التأثير المطلوب هو نقطة الانطلاق وأي شيء يؤدي إلى مزيد من التأثير يتم قياسه (عادة في شكل مجموعة من الابتكارات).ومع ذلك، يدرك بعض المؤلفين أن القطاع العام غالبًا ما يستخدم طريقة العمل في التوسع للوصول إلى التأثير، مما يؤدي إلى خيبة الأمل وإلحاق الضرر أكثر مما ينفع. في بعض الأحيان، يُنظر إلى التوسع على أنه عملية نحو تغيير الأنظمة المستدامة على نطاق واسع، حيث تكون الاستدامة وتغيير الأنظمة والقياس المسؤول بنفس أهمية «الوصول إلى العديد».

## الأبعاد
على الرغم من أن القياس غالبًا ما يرتبط فقط بـ «المزيد، أفضل، أكبر»، من المهم مراعاة أن له ثلاثة أبعاد:
- يشمل التوسع توسيع الانتشار الجغرافي، أو الوصول، للتكنولوجيا أو الممارسة بمرور الوقت.[4] وهي مرتبطة بعمليات كمية مثل التكرار والتوسع وإطالة والاعتماد والنشر ونقل التكنولوجيا والتعميم والمضاعفة.

- يستلزم التوسع إنشاء الشروط الاجتماعية والمؤسسية المسبقة اللازمة لتحقيق التوسع بكفاءة.[5] وهي مرتبطة بعمليات نوعية مثل الانتقال، وإضفاء الطابع المؤسسي، والتحول، والتكامل، والتطور، والتنمية.[2]

- توسيع نطاق الصفقات العميقة مع فكرة أن التأثير المستدام والتحويلي يتحقق فقط «عندما تتغير قلوب الناس وعقولهم، وقيمهم وممارساتهم الثقافية ونوعية العلاقات التي تربطهم»،[6] لجعل استخدام الابتكار هو الروتين الجديد.

## أدوات
تم توفير مجموعة الأدوات الأولى الخاصة بتوسيع نطاق الابتكارات للممارسين في عام 2006 بواسطة Cooley and Kohl. كان يطلق عليه إطار عمل إدارة التوسع (SUM)، ثم تم تنقيحه وتوسيعه لاحقًا في الإصدارين 2 و 3، وكلاهما يتضمن أداة تقييم قابلية التوسع MSI. قامت الوكالة الأمريكية للتنمية الدولية بتكييف هذا الأخير في 2018 مع أداة تقييم قابلية التوسع الزراعي (ASAT).وقام مانحون آخرون مثل الصندوق الدولي للتنمية الزراعية (إيفاد)، ومنظمة الصحة العالمية(WHO)، والوكالة الألمانية للتعاون الدولي بتطوير مجموعات أدوات. في الآونة الأخيرة، قام المركز الدولي لتحسين الذرة والقمح (CIMMYT) وPLabPP   بتطوير مسح التحجيم كل هذه الأطر تحدد صعوبة توسيع نطاق الابتكارات لعدم وضوح ما هو مطلوب لتحقيق نتائج مستدامة تتجاوز البرامج التجريبية الأصغر. تساعد الأدوات في تبسيط وشرح تعقيدات القياس وتوجيه المستخدمين للتفكير بشكل منهجي من خلال العناصر أو المكونات أو عوامل النجاح الرئيسية.